# アレキサンダー・ウィルソン (天文学者)

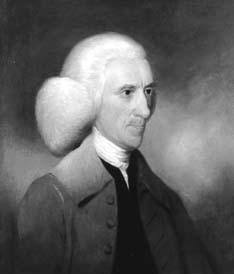
アレキサンダー・ウィルソン

アレキサンダー・ウィルソン（Alexander Wilson、1714年 -  1786年10月18日）は、スコットランドの天文学者。太陽黒点が太陽の縁に近づくにつれて黒点の半暗部が比率が変わるウィルソン効果を発見した。
セント・アンドルーズに生まれ、セント・アンドルーズ大学で学んだ。1760年にグラスゴー大学の天文学の教授になった。天文学や気象学の分野に貢献した。1769年に大きい太陽黒点の形状の変化を記録し、太陽黒点が太陽の縁に近づくとき黒点周縁部の半暗部の巾が変化することを発見した。この現象はウィルソン効果と呼ばれる。ウィルソンは、黒点が太陽表面に対して凹んだ形状していると考えた。
ウィルソンはまた気象観測に初めて凧を用いたとされる。エディンバラ王立協会の設立メンバーである。

## ウィルソン効果に関する図

ウィルソン効果の模式図
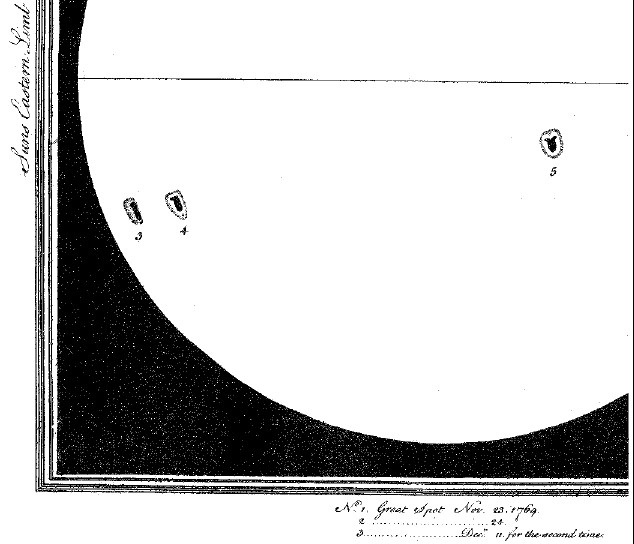
ウィルソンの著書の図